# Orden narodnog heroja
Orden narodnog heroja jugoslavensko je odlikovanje za hrabrost, drugo najviše vojno odlikovanje u socijalističkoj Jugoslaviji. Dodjeljivalo se pojedincima, vojnim jedinicama, političkim i drugim organizacijama za izuzetna ili herojska dijela u vrijeme rata i u miru. Najviše ordena dodijeljeno je partizanima za akcije tijekom Drugoga svjetskoga rata. Ukupno su dodijeljene 1321 nagrade pojedincima u SFR Jugoslaviji, a 17 je dodijeljeno stranim državljanima. Odlikovano je i 28 jedinica JNA, te gradovi: Beograd, Cetinje, Drvar, Ljubljana, Novi Sad, Prilep, Priština i Zagreb.
Bilten Vrhovnog štaba NOVJ broj 12-13 (prosinac 1941. i siječanj 1942.) objavio je uspostavljanje titule Narodnog heroja za "herojske i samopožrtvovane učesnike Narodnooslobodilačke borbe". Prva osoba koja je odlikovana ovom titulom je bio Petar Leković. Titula je službeno postala orden 15. kolovoza 1943. godine zajedno s Ordenom narodnog oslobođenja, Ordenom za hrabrost, Ordenom partizanske zvijezde, Ordenom bratstva i jedinstva i Medaljom za hrabrost.
Orden čini ovalna zlatna značka koja prikazuje vojnika s puškom i barjak postavljen na zvijezdu okružene lovorovim vijencem. Značka je ovješena na crvenu traku s uskim bijelim prugama uz oba kraja. Dizajn za ovaj i druge ordene izradili su slikar Đorđe Andrejević Kun i kipar Antun Augustinčić. Andrejević Kun je načinio skicu koja je umnogome različita od gipsanoga odljeva Augustinčićeva izvornika. Augustinčić je odljev nosio u SSSR, gdje je nazočio i nadzirao proizvodnju ordenskoga znaka. To je bio prvi tip ovoga odlikovanja proizveden u "Moskovskomu monetnomu dvoru". Drugi tip, koji se jedini proizvodio u SFRJ (u zagrebačkomu IKOM-u), oblikovao je Frano Meneghello Dinčić.
Od uvođenja pa do 1993. godine (SR Jugoslavija je zadržala sustav odlikovanja bivše države) orden je bio dodijeljen oko 1400 puta. Josip Broz Tito je tri puta nagrađen ordenom: 1944., 1972. i 1977. Poslijedni je bio Milan Tepić. 
Nositelji ordena uživali su određene povlastice kao što su besplatna vožnja u javnom prijevozu i mirovine za članove obitelji preminulih narodnih heroja. Iako su povlastice od tada umanjene, države nastale raspadom Jugoslavije još uvijek pružaju izvjesne beneficije narodnim herojima. Mnoge škole i ulice u poslijeratnoj Jugoslaviji dobile su imena po narodnim herojima, a neka imena su se zadržala u novostvorenim državama.

## Poveznice
- Narodni heroji Jugoslavije
- Odlikovanja SFRJ